# Бад-Віндсгайм
Бад-Віндсгайм (нім. Bad Windsheim) — місто в Німеччині, розташоване в землі Баварія. Підпорядковується адміністративному округу Середня Франконія. Входить до складу району Нойштадт-на-Айші–Бад-Віндсгайм.
Площа — 78,26 км2. Населення становить 12 195 ос. (станом на 31 грудня 2020).